# SOKO Rhein-Main
SOKO Rhein-Main wurde 2005 von Dirk Eggers für das ZDF entwickelt und von der UFA Film- & Medienproduktion GmbH produziert. Die Erstausstrahlung erfolgte 2006 und 2007.

## Hintergrund
Regie bei den ersten Episoden führte Florian Froschmayer, Autoren waren u. a. Matthias Herbert, der auch das Konzept der Serie verfasst hat, und Uwe Kossmann. Es wurden zunächst sieben Episoden (inklusive des 45-minütigen Pilotfilms) produziert. Die Serie war ein Ableger von SOKO 5113. Der Schauplatz der Krimiserie ist Frankfurt am Main sowie Rheinhessen, Mainz und Wiesbaden.
Eigentlich hätte die Serie schon anfangs den Titel SOKO Rhein-Main tragen sollen, da sie aber den anderen SOKO-Serien in der Ermittlungstechnik nicht ähnelte, entschied man sich bei der Erstausstrahlung der ersten Staffel für Die Spezialisten: Kripo Rhein-Main. Im Jahre 2008 wurde die Serie nach der Ausstrahlung der letzten Staffel und der Wiederholung der ersten Staffel vom ZDF eingestellt.

## Inhalt
Marita Marschall spielt Kriminalrätin Susanne Meder, die als Chefin ihr Team anführt und dabei mit Thomas Wallner zusammenarbeitet. Wallner, gespielt von Sven Martinek, ist nach einem Dienstunfall auf einen Rollstuhl angewiesen, lässt sich jedoch nicht abhalten, an den Tatorten mit zu ermitteln. Cem (Ercan Durmaz), Spurenermittlungs-Experte, Nina (Daniela Preuß), die durch einige Semester Jura mit fundiertem Wissen glänzt, und Pit (Daniel Wiemer), der sich bestens in den Straßen von Frankfurt auskennt, ergänzen die Kripo.

## Episodenliste

### Staffel 1
| Nr. Gesamt | Nr. Staffel | Episodentitel              | Erstausstrahlung im ZDF |
| ---------- | ----------- | -------------------------- | ----------------------- |
| 1          | 1           | Tod im Dienst              | 19. April 2006          |
| 2          | 2           | Startbahn frei!            | 26. April 2006          |
| 3          | 3           | Finger am Abzug            | 3. Mai 2006             |
| 4          | 4           | Pretty Woman               | 17. Mai 2006            |
| 5          | 5           | Schuld und Sühne           | 25. Mai 2006            |
| 6          | 6           | Die Augenzeugin            | 31. Mai 2006            |
| 7          | 7           | Schatten der Vergangenheit | 7. Juni 2006            |

### Staffel 2
| Nr. Gesamt | Nr. Staffel | Episodentitel               | Erstausstrahlung im ZDF |
| ---------- | ----------- | --------------------------- | ----------------------- |
| 8          | 1           | Nichts geht mehr            | 2. Oktober 2007         |
| 9          | 2           | Das Versprechen             | 9. Oktober 2007         |
| 10         | 3           | Susannes Suche              | 16. Oktober 2007        |
| 11         | 4           | Heißer Tanz                 | 23. Oktober 2007        |
| 12         | 5           | Tödlicher Marathon          | 30. Oktober 2007        |
| 13         | 6           | Vor Liebe blind             | 6. November 2007        |
| 14         | 7           | Der letzte Brief            | 13. November 2007       |
| 15         | 8           | Goethestraße                | 20. November 2007       |
| 16         | 9           | Die Büchse der Pandora      | 27. November 2007       |
| 17         | 10          | Kumpels aus Kamerun         | 4. Dezember 2007        |
| 18         | 11          | Die Hoffnung stirbt zuletzt | 11. Dezember 2007       |

## DVD Erscheinungen
Am 16. November 2012 erschien die komplette Serie auf DVD.